# Titicaca
Jezero Titicaca (špa. Lago Titicaca), na 3810 metara nadmorske visine, najviše je jezero na svijetu na kojem je moguća komercijalna plovidba. S površinom od oko 8.300 kvadratnih kilometara (širine 65 km i dužine oko 194 km), Titicaca je najviše slatkovodno jezero u Južnoj Americi. Nalazi se na granici Perua i Bolivije. Jezero Maracaibo u Venezueli, s djelomično slanom vodom, veće je, i ima oko 13.000 kvadratnih kilometara, ali ga neki svrstavaju u more jer je inače povezano s oceanom.
Smješteno visoko u Andama na granici Perua i Bolivije, Titicaca ima prosječnu dubinu između 140 i 180 metara, a maksimalna dubina je 280 metara. Zapadni dio jezera pripada regiji Perua, dok je istočna strana u područja La Paz u Boliviji.
Više od 25 rijeka utječe u jezero Titicaca, u kome je i 41 otok - od kojih su neki gusto naseljeni. 
Titicaca je poznat i po stanovništvu Indijancima Uru, koji žive na devet umjetnih otoka Uros načinjenih od plutajuće trske. Ovi otoci postali su glavna turistička atrakcija Perua, pa ekskurzije iz grada Punoa na obali jezera dolaze u posjetu. Još jedna turistička atrakcija je otok Taquile s drugom domorodačkom zajednicom. Stanovnici otoka Taquile poznati su po rukom tkanim tekstilnim proizvodima, koji spadaju među najkvalitetnije zanatske proizvode Perua.
Titicaca vodu dobiva od kiša i topljenja ledenjaka na planinama (tzv. sijerama) iznad Altiplana. Ovu vodu odvodi rijeka Desaguadero, koja teče na jug kroz Boliviju u jezero Poopo (Poopó); međutim, to nadoknađuje manje od 5% gubitaka, sve ostalo gubi se velikim isparavanjem kao rezultat snažnih vjetrova i jakog sunca na toj nadmorskoj visini.
Porijeklo imena Titicaca nepoznato je. Prevodi se kao "Kamena puma", zato što oblikom podsjeća na pumu koja lovi zeca, kombinirajući riječi lokalnih jezika Kečua (Quechua), i Ajmara (Aymara),, ili kao "Litica Vođe". Među lokalnim stanovništvom postoji nekoliko različitih imena.
Četvrtina jezera na jugu je odvojena od glavnog dijela Tikvina moreuzom (Estrecho de Tiquina), pa zato Bolivijanci taj manji dio zovu jezero Lago Huiñaymarca (Wiñay Marka) a veliki jezero Čukito (Lago Chucuito). Peruanci i manji i veći dio zovu Malo jezero i Veliko jezero  (Lago Pequeño i Lago Grande).

## Vanjske poveznice
|  | Zajednički poslužitelj ima stranicu o temi Lake Titicaca    |
|  | Zajednički poslužitelj ima još gradiva o temi Lake Titicaca |